# 잰더 샤우플리
알렉산더 빅터 "잰더" 쇼플리(영어: Alexander Victor "Xander" Schauffele, 1993년 10월 25일 ~ )는 미국의 골프 선수이다. PGA 투어에 참가하고 있으며, 2018년 오픈 챔피언십과 2019년 마스터스 토너먼트에서 공동 2위를 기록하였다. 이후 도쿄에서 열린 2020년 하계 올림픽에 미국 국가대표로 참가하여 금메달을 획득했다. 2024년에는 PGA챔피언쉽과 디오픈 등 2개의 메이저 대회에서 우승했다.